# Hünfelden
Hünfelden est une municipalité allemande située dans l'arrondissement de Limbourg-Weilbourg et dans le land de la Hesse.

## Personnalités liées à la ville
- Johannes Knapp (1807-1875), homme politique né et mort à Dauborn.
- Karlheinz Weimar (1950-), homme politique né à Kirberg.

## Jumelages
La commune de Hünfelden est jumelée avec :
- Le Thillay (France) depuis 1982
- Prösen (Allemagne) depuis 1990

## Source, notes et références
1. ↑  « Partnerschaften » Site web de la commune de Hünfelden, consulté le 3 avril 2017.